# Синтетоцерас
Синтетоцерасът (Synthetoceras tricornatus) е изчезнал вид бозайник от семейство Протоцератиди, разред Чифтокопитни. Живял е няколко милиона години след представителите на род Протоцерас и Синдиоцерас, и е бил с поне двойно по-големи размери. Мъжките на това еленоподобно животно, което е всъщност по-близкородствено с днешните камили са забележителни с един от най-невероятните природни орнаменти на главата – единичен, около 30 cm на дължина рог, разклоняващ се на края във V-образна форма (това е като допълнение към по-нормално изглеждащи чифт рога зад очите). Подобно на съвременните елени, Синтетоцерасът изглежда е живял на големи стада, с доминиращи мъжки (и съревноваващи се за женски), според размера и вида на рогата си.
Три изкопаеми образци са измерени за телесна маса.
Екземплярите са оценени да тежат:
- Екземпляр 1: 332,4 кг
- Екземпляр 2: 228,3 кг

Вкаменелостите на Синтетоцерас са били открити в американските щати Небраска и Уайоминг